# Perizoma latifasciata
Perizoma latifasciata là một loài bướm đêm trong họ Geometridae.